# Corteccia prefrontale
La corteccia prefrontale, detta anche PFC (dall'inglese Prefrontal cortex), è la parte anteriore del lobo frontale del cervello, situata davanti alla corteccia motoria primaria e alla corteccia premotoria. Quest'area racchiude varie aree di Brodmann (Area 9 di Brodmann, Area 10 di Brodmann, Area 11 di Brodmann, Area 12 di Brodmann, Area 46 di Brodmann, Area 47 di Brodmann).
La regione è implicata nella pianificazione dei comportamenti cognitivi complessi, nell'espressione della personalità, nella presa delle decisioni e nella moderazione della condotta sociale. L'attività basilare di questa regione è considerata la guida dei pensieri e delle azioni in accordo ai propri obiettivi. La distruzione dei due terzi anteriori crea danni alla concentrazione, all'orientamento, alle abilità astratte, al senso di giudizio, e alla soluzione di problemi di abilità; distruggere invece il lobo orbitale (frontale) porta alla conduzione di condotte sociali inappropriate.
Il termine tipico psicologico per l'insieme di funzioni assegnate alla corteccia prefrontale è quello di sistema esecutivo. Le funzioni esecutive sono coinvolte nelle abilità come distinguere pensieri contrastanti, determinare bene e male, uguale e diverso, determinare le conseguenze delle attività correnti, lavorare per un determinato obiettivo, predire dei risultati, fare aspettative basate sulle azioni, e "controllo" sociale, cioè la capacità di sopprimere stimoli che potrebbero portare a condotte sociali inaccettabili.
Molti autori hanno indicato un collegamento tra la personalità di una persona e le funzioni della corteccia prefrontale.

## Struttura

### Definizione
La si può definire in tre modi:
- Corteccia granulare;
- La zona di proiezione del nucleo mediodorsale del talamo;
- La zona della corteccia frontale le cui stimolazioni elettriche non creano movimenti.

La corteccia prefrontale è stata definita citoarchitettonicamente sulla base della presenza di uno strato corticale granulare IV. Non è chiaro chi tra i ricercatori abbia usato per primo questo criterio: molti dei primi studiosi della citoarchitettura relegarono il termine "prefrontale" ad una regione molto meno estesa, che includeva la circonvoluzione retta e la circonvoluzione rostrale (Alfred Walter Campbell, 1905; Graftion Elliot Smith, 1907; Korbinian Brodmann, 1909; Constantin von Economo e Georg N. Koskinas, 1925). Nel 1935, Carlyle F. Jacobsen usò il termine "prefrontale" per distinguere le aree granulari prefrontali motorie e premotorie. Tradizionalmente la corteccia prefrontale include le aree 8, 9, 10, 11, 44, 45, 46, 47. Il problema principale di questa definizione è che combacia bene solo nei primati ma non nei non-primati, perché mancano di uno strato granulare IV.